# Annona glauca
Annona glauca là loài thực vật có hoa thuộc họ Na. Loài này được Schumach. & Thonn. mô tả khoa học đầu tiên năm 1824.